# MOMO"mocha"N.
MOMO"mocha"N.（モモ モカ エヌ）は、日本の作詞家、作曲家。
自身もmochA（モカ）名義でR&B歌手として活動している。

## 概要・来歴
- 2009年より多数のアーティストに詞曲を提供する。
- シンガーとして2009年12月2日iTunes music store限定で「mochA presented by electreet」をリリース
- 2010年4月28日アルバム「WARNING」リリース
- 2011年2月2日配信シングル「TAG」リリース

## ディスコグラフィ−
- 「mochA presented by electreet」（2009年12月2日）iTunes music store限定リリース
- アルバム「WARNING」(2010年4月28日）（ELCL-0001/electreet)
- 配信アルバム『Advent of UKZ』収録「Possession」（2010年8月11日）

## 作詞・作曲提供作品
黒木メイサ
- アルバム「MAGAZINE」（2010年1月26日）
  - 「SWITCH⇔」作詞
  - 「Say Good Night☆」作詞
  - 「As I Am」作詞
  - 「Why??」作詞
  - 「Somewhere...」作詞
- シングル「LOL!」（2010年10月6日）
  - 「Be Like That」作詞
- シングル「5-FIVE-」（2010年6月2日）
  - 「So Smooth」作詞
- アルバム 「ATTITUDE」（2010年1月1日）
  - 「Are ya Ready?」作詞
  - 「Kind Of Guy」作詞
  - 「＃1」作詞
  - 「Late Show」作詞
  - 「Stand Up!」作詞
  - 「Awakening」作詞
- アルバム「hellcat」（2009年4月8日）
  - 「No,No,No」作詞　作曲（U-Key zoneと共作）
  - 「Hear the Alarm?」作詞
  - 「THIS IS CRAZY」作詞

安室奈美恵
- アルバム 「PAST<FUTURE」（2009年12月16日）
  - 「The Meaning of Us」作詞　作曲（U-Key zoneと共作）

三浦大知
- アルバム「Who's The Man」（2009年9月16日）
  - 「Stay With Me」作詞
- シングル「The Answer」（2010年8月18日）
  - 「The Answer」作詞
  - 「Gotta Make You Mine」作詞
- シングル「Lullaby」(2010年12月15日）
  - 「Lullaby」作詞
- アルバム「D.M.」(2011年11月30日）
  - 「Illusion Show」作詞
  - 「RUN WAY」作詞
  - 「SHOUT IT」作詞
- シングル「Two Hearts」(2012年5月2日）
  - 「Burning Weakness」作詞
- アルバム「The Entertainer」(2013年11月20日）
  - 「Spellbound」作詞（Liv NERVO, Mim NERVOと共作）
  - 「Chocolate」作詞
  - 「Gotta Be You」作詞
- シングル「Anchor」（2014年3月5日）
  - 「Good Sign」作詞
- アルバム「FEVER」(2015年9月2日）
  - 「MAKE US DO」作詞
  - 「Testify」作詞
- シングル「Cry & Fight」(2016年3月30日）
  - 「Cry & Fight」作詞（三浦大知と共作）
- シングル「(RE)PLAY」(2016年11月23日）
  - 「(RE)PLAY」作詞
  - 「Look what you did」作詞
- アルバム「OVER」（2024年2月14日）
  - 「ERROR」作詞 （三浦大知と共作）

ICONIQ
- ミニアルバム「Light Ahead」(2010年9月15日）
  - 「Light Ahead」作詞

HIROKI
- アルバム「Urban NEXT J-R&B」（2010年8月8日）
  - 「Human」作詞

BRIGHT
- アルバム「Real」（2010年2月24日）
  - 「Dance with Us」作詞

青山テルマ
- シングル「忘れないよ」 （2009年8月5日）作詞　作曲（U-Key zoneと共作）

MAX
- シングル「Tacata'」 （2013年8月7日）
  - 「Tacata'」日本語詞
  - 「Summer Dream」作詞
  - 「Summer Dream」作詞
  - 「Mi Mi Mi」作詞

篠崎愛
- アルバム「EAT 'EM AND SMILE」（2015年12月9日）
  - 「Sweet Pain」作詞